# Sømænd og svigermødre
Sømænd og svigermødre er en dansk film fra 1962, instrueret af Bent Christensen efter manuskript af Arvid Müller og Solveig Ersgaard.

## Medvirkende
- Dirch Passer
- Ove Sprogøe
- Kjeld Petersen
- Jessie Rindom
- Lily Broberg
- Lone Hertz
- Judy Gringer
- Svend Methling
- Knud Hilding
- Hardy Rafn